# Marie X
Marie X (Ausgerechnet Sex!) est un téléfilm allemand réalisé par Andi Niessner, et diffusé en 2011.
Il s'agit du remake de la série télévisée française Hard créée et réalisée par Cathy Verney diffusée depuis le 9 mai 2008 sur Canal+.

## Synopsis
À la mort de son époux, Marie, découvre que son époux détenait en secret une société de production de films pornographiques.

## Fiche technique
- Titre allemand : Ausgerechnet Sex!
- Réalisation : Andi Niessner
- Scénario : Ilja Haller
- Musique : Philipp F. Kölmel
- Durée : 92 min

## Distribution
- Valerie Niehaus : Marie Hausmann
- Tom Beck : Roy
- Judith Rosmair : Lucy
- Hildegard Schmahl : Ingrid Hausmann
- Maria Ehrich : Viola Hausmann
- Lilly Forgach : Elke Roth
- Christoph Gareisen : Hubert Roth
- Helmfried von Lüttichau : Volker